# Богородица (село, Болгария)
Богородица (болг. Богородица) — село в Благоевградской области Болгарии. Входит в состав общины Петрич. Находится примерно в 13 км к северу от центра города Петрич и примерно в 57 км к югу от центра города Благоевград. По данным переписи населения 2011 года, в селе  проживало 30 человек, преобладающая национальность — болгары.

## Население
| Год     | 1934 | 1946 | 1956 | 1965 | 1975 | 1985 | 1992 | 2001 | 2011 |
| ------- | ---- | ---- | ---- | ---- | ---- | ---- | ---- | ---- | ---- |
| Жителей | 429  | 504  | 524  | 276  | 142  | 77   | 63   | 48   | 30   |

|  |